# VisiCalc
VisiCalc fut le premier logiciel tableur destiné à un ordinateur individuel, l'Apple II. C'est très certainement l'exemple même d'une killer app qui fit du micro-ordinateur (qui était jusque-là un hobby réservé aux programmeurs) un véritable outil destiné à des applications comptables et commerciales.
Conçue par Dan Bricklin, améliorée par Bob Frankston, développée par leur compagnie Software Arts et distribuée par Personal Software Inc. en 1979 pour l'Apple II, cette application transforma les machines d'Apple en véritables outils de production. Personal Software fut ultérieurement rebaptisée Visicorp.
Cette invention motiva très probablement l'entrée d'IBM sur le marché des micro-ordinateurs, marché que cette entreprise ignorait jusque-là.

## Historique
Selon Bricklin, l'idée de la création du tableur lui vint pendant ses études à Harvard, en voyant son professeur corriger manuellement ses tableaux de calculs. Il réalisa alors qu'il pouvait automatiser ces procédures par un moyen informatique. Le logiciel a par la suite inspiré les créateurs de Lotus 1-2-3 et de Multiplan.
Conçu d'abord sous le système d'exploitation en temps partagé Multics,,, il est sorti pour l'Apple II et programmé en assembleur 6502. VisiCalc a été porté sur un grand nombre de plateformes, tant 8 bits que 16-bits. Pour y parvenir, la société à mis au point son propre système de développement, pour émuler jusqu'aux bugs des différents ordinateurs[réf. souhaitée]. Cette technique a encore servi lors de la mise sur le marché de l'IBM PC, et a permis de porter sur ces machines un logiciel en tous points analogue à la version originale pour Apple II.
Les brevets logiciels datant de 1982 aux États-Unis, l'innovation fut uniquement protégée par copyright (comme beaucoup de logiciels).
En 2009, de nombreuses années après la fin de la distribution du logiciel VisiCalc de l'Apple II, Dan Bricklin publia un livre, sur son expérience. Il en profita pour diffuser une version de VisiCalc recompilée pour fonctionner sur MS-DOS, en 16 bits ; on constatera que l'exécutable d'un tableur fonctionnel peut tenir dans seulement 25 kilo-octets.